# Pelo

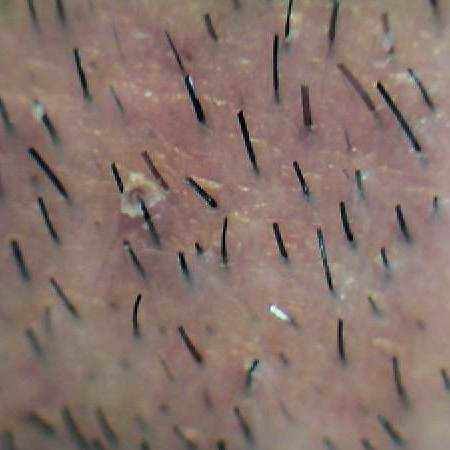
Pelo umano (barba)

Il pelo è una piccola formazione sottile e filiforme che cresce sulla cute della maggior parte dei mammiferi. Il pelo dell'essere umano è corto e setoso sulla maggior parte del corpo, mentre in alcuni punti specifici come la testa, il pube, i genitali e le ascelle è più lungo e di qualità diversa; in particolare, il pelo che cresce sulla pelle del cranio viene generalmente chiamato capello, mentre quello presente sul viso degli individui maschi è detto, nel suo insieme, barba.

## La natura chimica del pelo
Chimicamente un pelo consiste in una serie di filamenti di cheratina, una sclero proteina che viene prodotta nel più profondo degli strati dell'epidermide. Partendo da qui, la cheratina migra verso gli strati superiori e va ad addensarsi in cellule specifiche, che perdono il nucleo e vengono dette cornee. Queste cellule morte ricche di cheratina e quindi molto dure e fibrose vanno a formare, oltre ai peli, diversi altri elementi degli organismi animali, come per esempio le unghie, gli artigli, gli zoccoli, le corna dei rinoceronti e gli aculei delle istrici.

## La struttura di un pelo

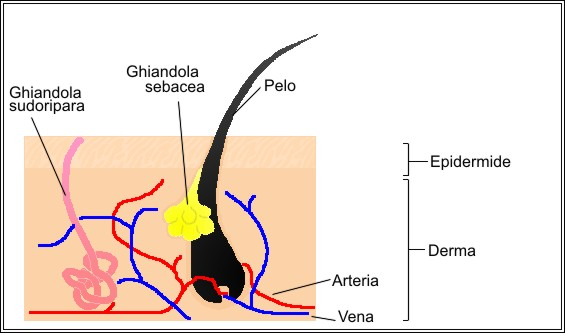
Schema di un pelo

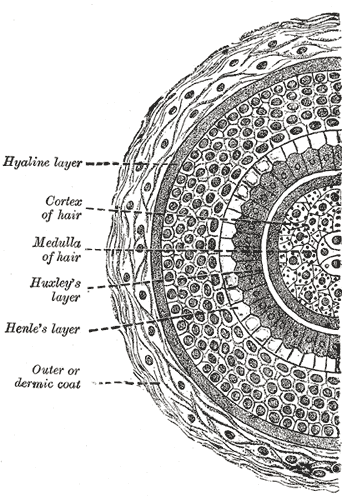
Schema della sezione trasversale di un pelo.

I peli fanno parte del complesso pilosebaceo, insieme al follicolo pilifero e a una ghiandola sebacea. Non sono disposti verticalmente ma obliquamente, ed emergono dall'epidermide a livello dei solchi epidermici superficiali secondo delle linee a decorso spiralato, denominate correnti, che convergono in un vortice centrale.
I peli sono formati da una parte esterna, il fusto, e una contenuta nel follicolo, la radice. La superficie del pelo è irregolare a causa delle scaglie presenti nella parte esterna. In generale un pelo è un bastoncello di cheratina, di sezione circolare o ellittica, con un diametro tra i 20 e i 500 µm. Il fusto e la radice, molto simili, sono costituiti da una cuticola, una corteccia e un midollo.
Alla radice del pelo, irrorata di vasi sanguigni e a contatto con i nervi, sono sempre presenti altre due strutture, cioè una ghiandola sebacea e un muscolo erettore del pelo; la prima si trova in comunicazione con il follicolo pilifero e, tramite esso, secerne una sostanza grassa e oleosa, il sebo, che ha la funzione di ammorbidire la pelle. Il secondo, invece, molto più piccolo dei normali muscoli scheletrici, è connesso direttamente al pelo e, contraendosi, è capace di causare il fenomeno dell'orripilazione, comunemente chiamato "pelle d'oca".
Al contrario dell'uomo, gli animali spesso posseggono particolari peli detti "peli tattili" o "vibrisse", situati vicino agli occhi o sul muso, e dotati di molte più connessioni nervose al livello della radice. Fatta eccezione per gli animali albini, tutti i peli contengono dei pigmenti che conferiscono loro una grande varietà di colori.

### Cuticola
La cuticola è lo strato più esterno, con uno spessore di 2-4 µm, formato da scaglie quadrangolari legate fra loro con un margine libero che è rivolto verso la punta del pelo. Sono queste scaglie che determinano l'irregolarità della superficie. Le scaglie sono delle lamelle cornee derivanti da cheratinociti in un modo analogo a come avviene nell'epidermide. È uno strato sottoposto ad alterazione durante la crescita del pelo e protegge gli strati sottostanti.

### Corteccia
La corteccia è la parte principale del pelo e appare striata longitudinalmente a causa delle cellule che la compongono; queste, infatti, sono cellule epiteliali fusiformi e allungate rispetto all'asse maggiore del pelo ricche di cheratina e tonofibrille, un residuo nucleare, una proteina insolubile ricca di zolfo e granuli di pigmento melaninico. Il colore del pelo dipende dalla disposizione di tali granuli: contenenti eumelanina e disposti longitudinalmente nei soggetti bruni, sparsi e contenenti feomelanina e tricromi nei biondi e rossi.

### Midollo
Il midollo è la parte più centrale che si va via riducendo fino all'estremità del pelo. Non è presente nei peli folletti e poco marcata nei piccoli peli terminali. Corrisponde a un quinto del pelo ed è composta da cellule poliedriche sovrapposte e poco cheratinizzate. Tali cellule presentano glicogeno e granuli acidofili costituiti da una proteina simile alla cheratoialina.

## Ciclo vitale del pelo
La produzione dei peli non è continua, ma segue un ciclo secondo il quale il follicolo pilifero entra in una fase quiescente con espulsione del pelo, una fase di riposo e una fase di ricrescita. Questo ciclo riguarda i follicoli piliferi già esistenti alla nascita e non la formazione di nuovi follicoli, il cui numero è lo stesso (o meno) di quelli presenti alla nascita. Il ciclo è composto da tre fasi: anagen, catagen e telogen. Il ciclo è indipendente per ogni follicolo e quindi il numero di follicoli quiescenti o a riposo non è costante.

### Anagen
L'anagen è la fase di crescita e morfogenesi che è contraddistinta dalla ripresa di attività della matrice (spinta dalle cellule della papilla e del colletto) con la ricostruzione del bulbo. La fase di anagen stessa è suddivisa in ulteriori fasi, in tutto 6: anagen I, anagen II, anagen III e anagen IV che complessivamente sono chiamate protanagen, anagen V detta mesanagen e anagen VI detta metanagen.

#### Protanagen
Nel protanagen il bulbo riprende a crescere e a formarsi completamente insieme alla crescita del pelo:
- anagen I: il bulbo comincia a formarsi verso l'interno e la papilla dermica;
- anagen II: il bulbo che si ingrandisce comincia a circondare la papilla dermica;
- anagen III: la papilla dermica è completamente circondata dal bulbo neoformato, ma non ancora pienamente sviluppato; il pelo sta cominciando a formarsi;
- anagen IV: tutte le strutture del follicolo sono complete e il pelo ha ormai raggiunto il colletto pilifero.

#### Metanagen
Durante la metanagen il ritmo elevato di crescita è mantenuto per un tempo variabilie, che può andare da qualche settimana a sette anni per il cuoio capelluto femminile (quattro anni in quello maschile).

### Catagen
Il catagen è la fase successiva all'anagen e ha una durata di 15 giorni circa nei capelli più lunghi. In questo periodo l'attività della matrice cessa, la membrana vitrea si inspessisce intorno al bulbo e i prolungamenti dei melanociti si contraggono lasciando il pelo depigmentato. Le cellule del bulbo vengono eliminate lasciando la papilla scoperta, mentre la parte più profonda del pelo si atrofizza a formare un ammasso claviforme che rimane in contatto con la papilla grazie a un cordone epidermico. La struttura rigonfiata del pelo gli consente di resistere nel follicolo se non viene perduto per una semplice trazione.

### Telogen
La riduzione del pelo raggiunge il suo apice durante il telogen, la fase di riposo, che può durare fino a 3-4 mesi. La papilla si riduce a una piccola sfera che rimane nella parte più profonda del follicolo.

## Annessi
Legati strutturalmente al pelo sono i muscoli erettori dei peli e le ghiandole sebacee.

### Ghiandola sebacea
La ghiandola sebacea è una piccola ghiandola con uno o due alveoli e un dotto escretore che sbocca nel colletto del follicolo. Tutto il complesso è situato, insieme al muscolo erettore, nella parte ottusa dell'angolo che si forma fra follicoli e superficie cutanea. Il loro ruolo è la produzione del sebo per la lubrificazione.

### Muscolo erettore del pelo
I muscoli erettori dei peli o muscoli piloerettori o muscoli orripilatori sono delle piccole strutture muscolari che prendono origine dal derma papillare, appena sotto l'epidermide, e che si inseriscono nella membrana vitrea del follicolo appena sotto lo sbocco delle ghiandole sebacee. Come queste ultime sono situati nella parte ottusa dell'angolo formato con la superficie cutanea. Nell'uomo, i muscoli mancano in alcuni peli del volto, nelle ciglia, nelle vibrisse (peli nasali) e nei tragi (peli auricolari). La loro contrazione indotta da fibre nervose adrenergiche provoca una compressione delle ghiandole e il raddrizzamento del pelo.

## Nell'uomo

### Distribuzione
Nell'uomo i peli sono distribuiti in quasi tutto il corpo, eccetto nelle regioni chiamate di pelle glabra come il palmo delle mani, la pianta dei piedi, la falange distale delle dita, le labbra, il prepuzio, il glande, il clitoride, le piccole labbra e la superficie interna delle grandi labbra. In tutti gli altri distretti si assiste a una variabilità di numero, dimensione e morfologia individuale e legata al sesso. In queste sedi la crescita dei peli si manifesta come carattere sessuale secondario.
L'incanutimento è il processo che porta all’imbiancamento dei peli, soprattutto di capelli.

### Denominazioni
I peli presentano diverse denominazioni a seconda della sede: capelli sulla volta cranica, barba o baffi sul volto maschile, ciglia sul margine libero delle palpebre, sopracciglia sul contorno superiore dell'orbita, vibrisse nel vestibolo del naso, tragi nel meato acustico esterno, hirci nell'ascella e pubes sul monte del pube. I capelli a loro volta possono essere definiti lissotrichi se lisci, chimotrichi se mossi o ulotrichi se ricci.
Nel feto, i peli nascono nell'ultimo trimestre di gravidanza come una fine lanugine che si trasforma in vello durante i primi mesi dopo la nascita. Il vello è formato da sottili peli incolori, peli folletti, e da peli più grossi e pigmentati, peli terminali. Nell'uomo adulto, il 95% dei peli è costituito da peli terminali, mentre nella donna soltanto il 35%.

### Colore
Come per la cute, il colore del pelo dipende dalla quantità e dal tipo di melanina presente ed è in relazione con il colore della pelle stesso. Il colore è dovuto soprattutto alla parte periferica del pelo poiché quella centrale è trasparente e priva di pigmento.
La più ampia variabilità di colore è presente nei caucasici (biondo, rosso, castano e nero), mentre nelle altre etnie tendono a essere prevalentemente di colore nero.

## Il ruolo dei peli nei mammiferi

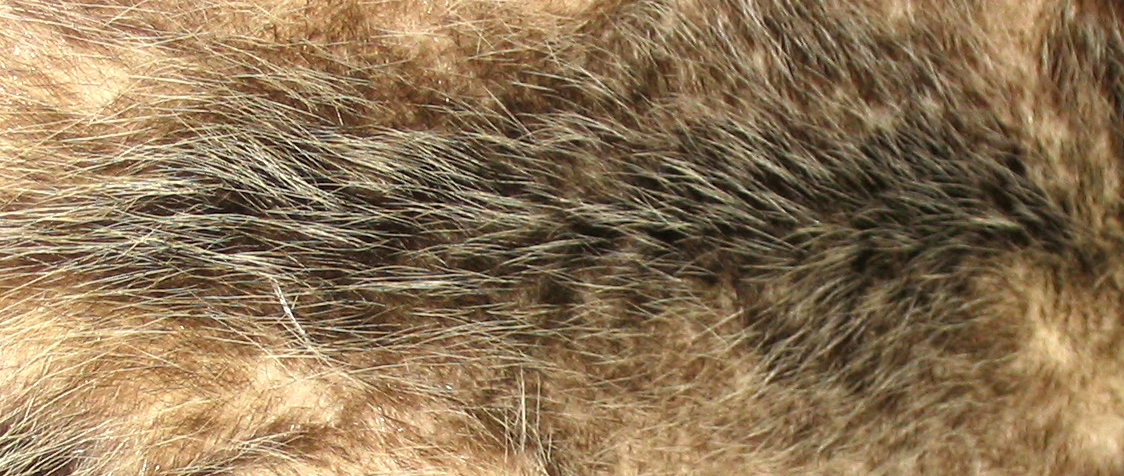
Pelo animale (opossum)

Il pelo sostituisce nei mammiferi le scaglie di pesci, rettili e anfibi. Se queste però hanno ruolo nella termoregolazione, i peli dei mammiferi hanno invece fondamentale ruolo nella coibentazione, cioè il mantenimento della temperatura, la cui regolazione è compito del sistema circolatorio.
I peli servono cioè a difendersi dalle temperature troppo alte e soprattutto da quelle inferiori alla norma; evidente è il caso dell'orso o della marmotta, ad esempio, che posseggono una folta pelliccia per difendersi dall'eccessivo freddo invernale.
Il pelame della maggior parte dei mammiferi dotati di folta pelliccia è costituito generalmente da peli di due tipi diversi. I primi, generalmente di lunghezza maggiore, robusti, relativamente rigidi e assottigliati in punta, formano la cosiddetta giarra, che spesso è la sola parte della pelliccia esteriormente visibile ed è generalmente uguale in estate e in inverno. Al disotto della giarra è invece presente un altro strato di pelo, la lanugine o borra, più folta, più morbida e con funzione di isolamento termico. Questo strato varia invece a seconda delle stagioni, in quanto è quasi assente in estate e sviluppatissimo d'inverno, al punto da oltrepassare, talvolta, la giarra, comportando un cambiamento cromatico dell'animale a seconda delle stagioni, come nel caso del camoscio e del capriolo.
In alcuni artiodattili, come pecore, capre, alpaca e cammelli, la lanugine è talmente folta e sviluppata da formare uno strato compatto in cui è impossibile separare un pelo dall'altro e può essere utilizzata dall'uomo per la produzione di tessuti; in questo caso prende il nome di lana.
Invece altri mammiferi, quali la balena o il tricheco, sfruttano per tale fine consistenti riserve di grasso sottocutaneo. Queste specie (cetacei, focidi e uomo) hanno perso i peli tipici dei mammiferi principalmente per il proprio habitat acquatico.
Il pelo può servire anche da difesa contro i predatori; è il caso dell'istrice e del riccio, che si proteggono rendendo ispide e addirittura appuntite le loro pellicce.

## Le malattie e le infestazioni dei peli
Diverse e numerose sono le malattie che possono colpire il pelo. In primo luogo ricordiamo la caduta, quindi l'irsutismo o il cambiamento dei colori dei peli con tendenza al grigio. Quando non è legata all'età, la caduta dei capelli può essere sintomo di infiammazioni, infezioni e anche di disturbi nervosi, mentre l'irsutismo, ovvero peli troppo folti, può derivare da disfunzioni delle ghiandole endocrine (in certi casi addirittura tumori). Ancora, è stato dimostrato che uno shock può essere in grado di far divenire i capelli grigi, così come uno stato d'ansia molto prolungato.
Esistono poi numerosi esseri viventi che possono infestare il pelo degli animali come degli uomini; nei primi riscontriamo soprattutto la presenza di zecche e di pulci, mentre nei secondi si possono trovare pidocchi e piattole, rispettivamente nei capelli e nei peli pubici. Anche alcuni funghi possono causare malattie dei peli, soprattutto in condizioni di scarsa igiene.